# Sommières
Sommières é uma comuna francesa na região administrativa da Occitânia, no departamento de Gard. Estende-se por uma área de 10.36 km², e possui 4.972 habitantes, segundo o censo de 2018, com uma densidade de 480 hab/km².